# Februarie 2020
Acest articol este generat integral pe baza informațiilor din articolul 2020 și este actualizat periodic de un robot.
 Editările făcute în articol vor fi șterse la următoarea actualizare! Dacă doriți să faceți modificări, editați articolul-sursă.

ianuarie -
februarie -
martie -
aprilie -
mai -
iunie -
iulie -
august -
septembrie -
octombrie -
noiembrie -
decembrie
Februarie 2020 a fost a doua lună a anului și a început într-o zi de sâmbătă.

## Evenimente

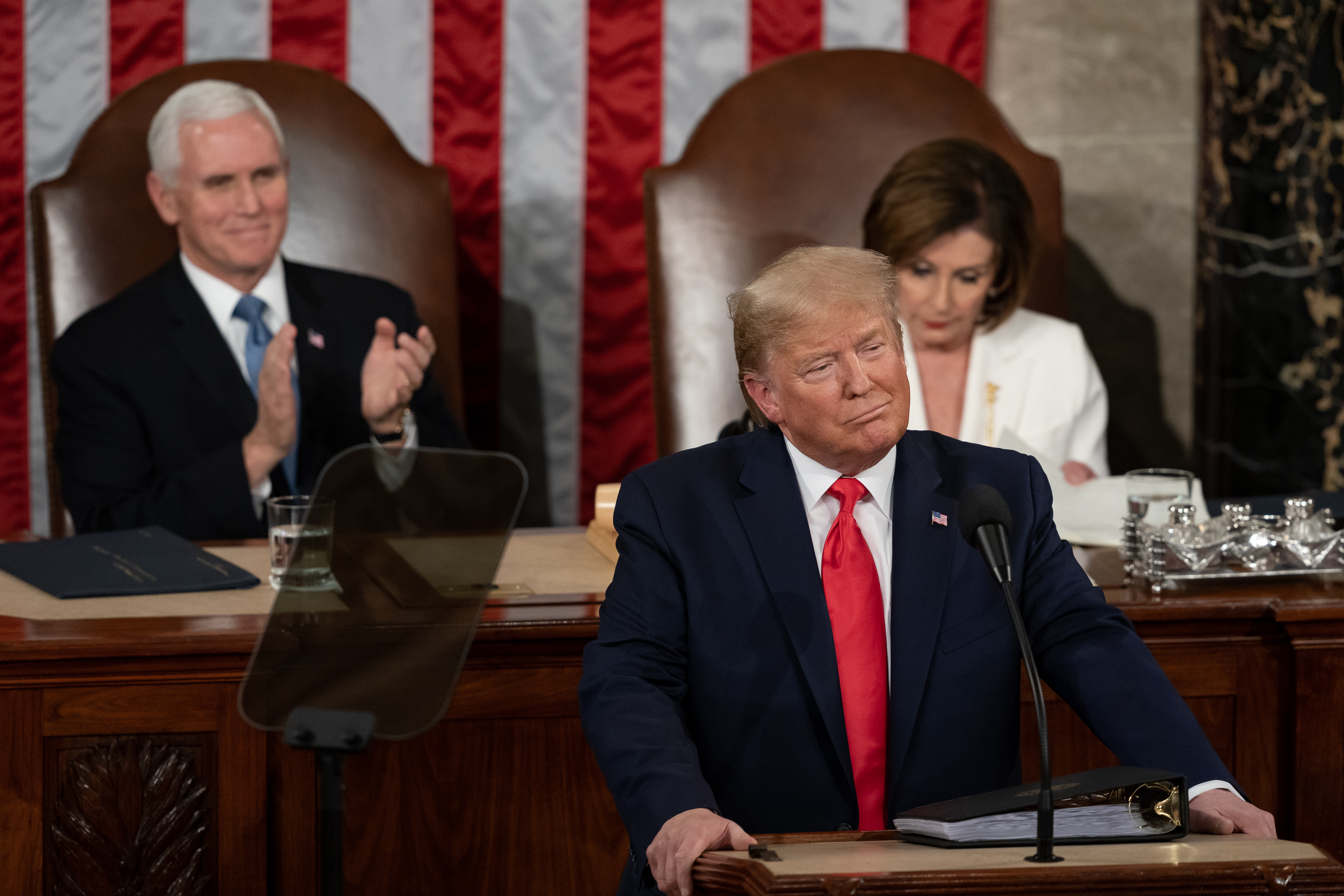
Donald Trump la discursul din cadrul Congresului, achitat la procesul Senatului de punere sub acuzare

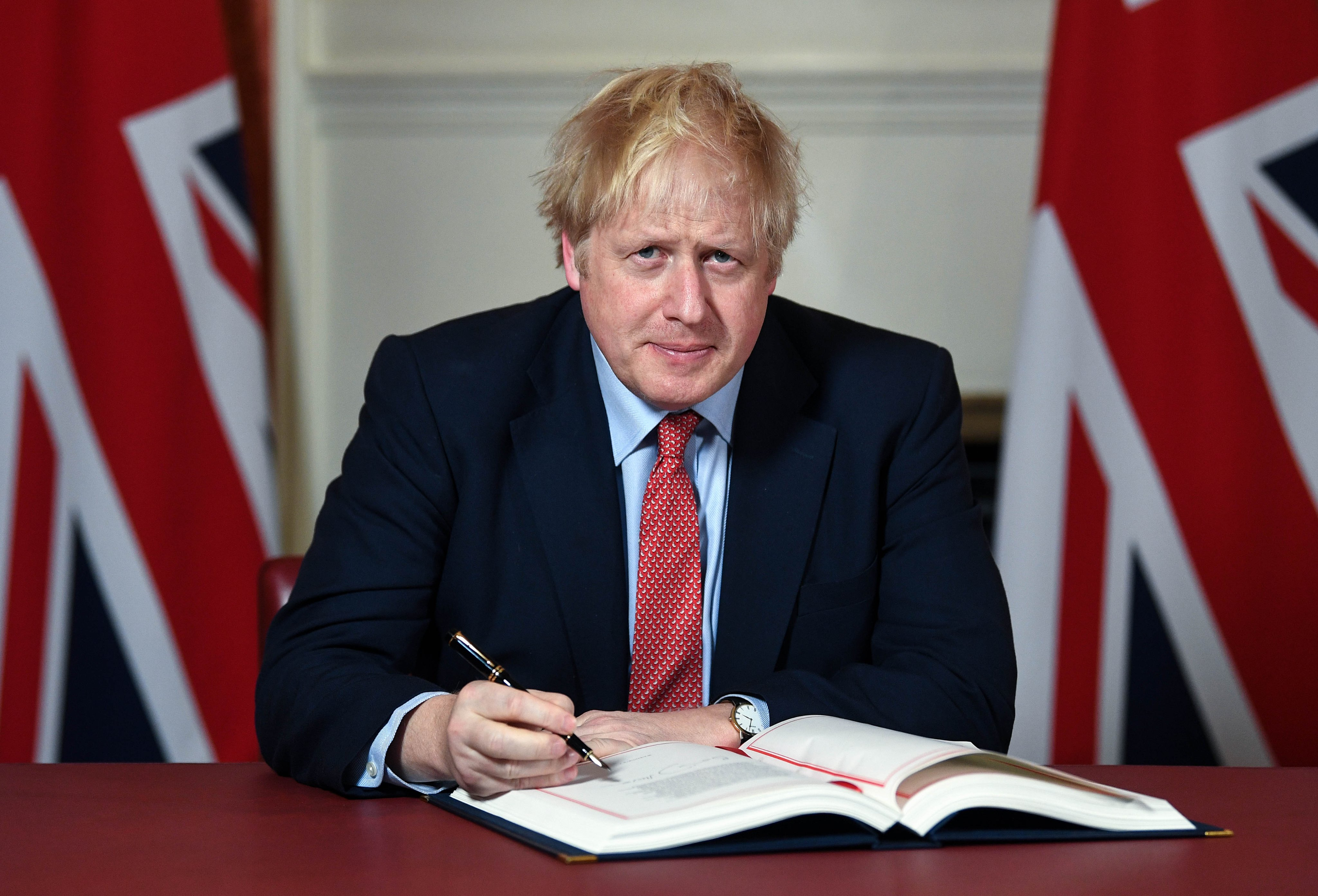
Boris Johnson semnează acordul de retragere a Regatului Unit din Uniunea Europeană

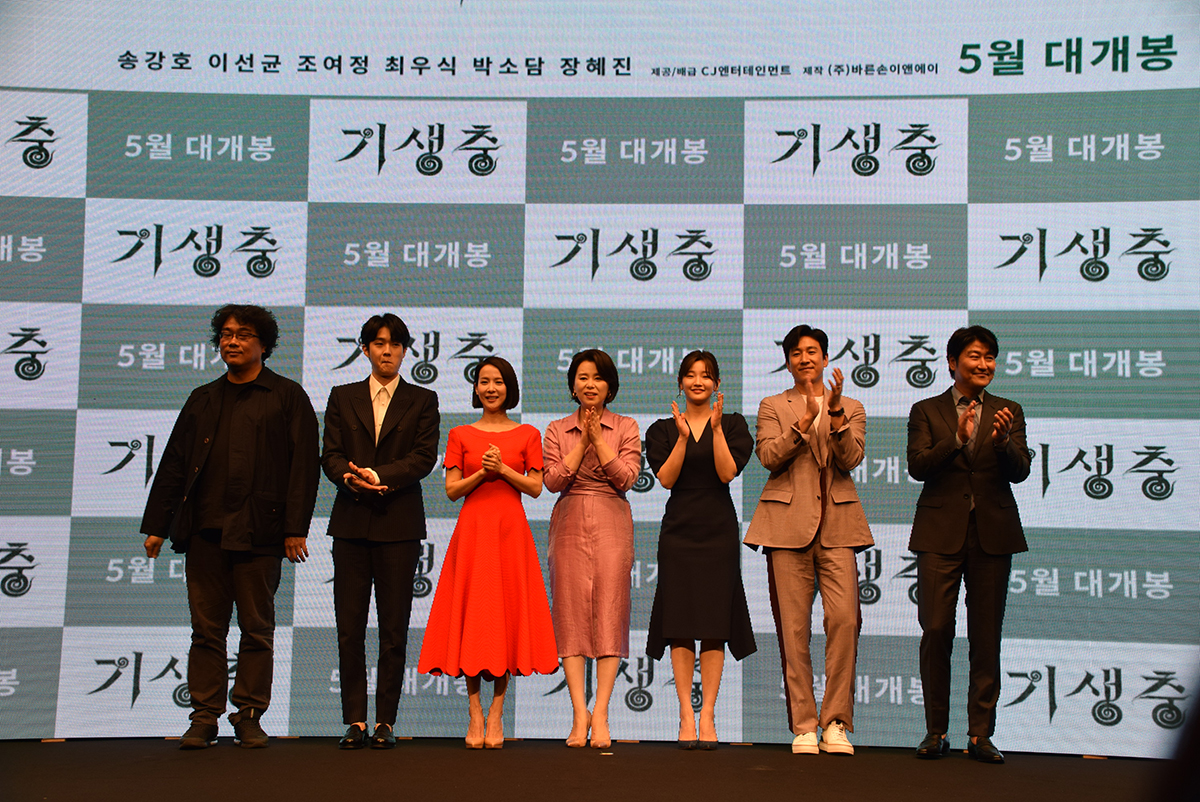
Producătorii și actorii din filmul Parazit. Primul film străin care a câștigat Premiul Oscar pentru cel mai bun film al anului.

- 5 februarie: Bilanțul epidemiei de coronavirus a ajuns la 492 decese (de la primul deces înregistrat în 23 ianuarie 2020, în provincia Wuhan), identificat în China și alte 27 de țări.[1]
- 5 februarie: Președintele american  Donald Trump a fost achitat de Senat cu 52 la 48, împotriva acuzației de abuz de putere și cu 53 la 47, împotriva acuzației de obstrucționare a Justiției.
- 5 februarie: Moțiunea de cenzură intitulată „Guvernul Orban/PNL – privatizarea democrației românești” inițiată de PSD împotriva guvernului Orban a fost adoptată de Parlament cu 261 de voturi „pentru” și 139 de voturi „împotrivă”.[2]
- 6 februarie: Președintele Klaus Iohannis îl propune din nou pe liderul PNL, Ludovic Orban, pentru funcția de prim-ministru.[3]
- 9 februarie: La premiile Oscar din acest an, filmul sud-coreean Parazit câștigă cele mai multe premii, inclusiv cea mai bună imagine și cel mai bun film străin. Devine primul film în altă limbă decât engleza care a câștigat Premiul Oscar pentru cel mai bun film.[4]
- 12 februarie: Comisia Europeană solicită României, Greciei și Maltei să adopte primele programe naționale de control al poluării atmosferice astfel încât nivelul de calitate a aerului să nu genereze efecte negative semnificative sau riscuri pentru sănătatea umană și pentru mediu. Măsurile urmează să fie comunicate Comisiei în termen de două luni.[5]
- 24 februarie: Mahathir Mohamad a demisionat din funcția de prim-ministru al Malaeziei.
- 25 februarie: Ludovic Orban și-a depus mandatul de prim-ministru desemnat.[6]
- 26 februarie: Astronomii de la Catalina Sky Survey din Arizona, Statele Unite, spun că un obiect cunoscut sub numele de 2020 CD3 a fost capturat de câmpul gravitațional al Pământului și a fost pe orbită din 2017, devenind un satelit natural temporar al Pământului. Centrul Planetelor Minore confirmă descoperirile și spune că „nu a fost găsită nici o legătură cu un obiect artificial cunoscut”, ceea ce presupune că obiectul este un asteroid.[7]
- 26 februarie: În încercarea de a forța alegerile anticipate, președintele Klaus Iohannis l-a desemnat premier pe actualul ministru de finanțe, Florin Cîțu.[8][9]
- 28 februarie: Piețele de capital s-au prăbușit rând pe rând din cauza panicii induse de criza coronavirusului. Piețele de acțiuni din întreaga lume înregistrează cea mai proastă săptămână de după criza financiară din 2008. Indicele S&P 500 a pierdut 12%, indicele Dow Jones Industrial Average a pierdut 1.190, 95 puncte, cea mai mare scădere înregistrată vreodată. În Asia, indicele regional MSCI excluzând Japonia a scăzut cu 2,4%. Indicele Nikkei al bursei de la Tokyo a pierdut 4% pe fondul îngrijorărilor că Jocurile Olimpice programate a se desfășura în perioada iulie-august ar putea fi anulate din cauza coronavirusului. Bursa de la Londra a pierdut 95 de miliarde.  [10]
- 28 februarie: Papa Francisc, în tandem cu IBM și Microsoft, solicită reglementarea tehnologiilor AI care riscă să încalce drepturile omului, precum sistemul de recunoaștere facială⁠(d).[11]

## Decese
- 1 februarie: Ilie Bărbulescu, 62 ani, fotbalist român (n. 1957)
- 1 februarie: Leons Briedis, 70 ani, poet, eseist, critic literar și traducător leton (n. 1949)
- 1 februarie: Mihail Sautkin, 89 ani, profesor și atlet rus (n. 1930)
- 1 februarie: Ilie Bărbulescu, fotbalist român (n. 1957)
- 1 februarie: Ilie Bărbulescu, 62 ani, fotbalist român (n. 1957)
- 3 februarie: George Steiner, 90 ani, scriitor american de etnie franceză (n. 1929)
- 3 februarie: Aurel Șelaru, 84 ani, ciclist român (n. 1935)
- 4 februarie: Zwi Milshtein, 85 ani, pictor și sculptor franco-israelian originar din România (n. 1934)
- 5 februarie: Kirk Douglas (n. Issur Danielovitch), 103 ani, actor, regizor și producător de film american de etnie evreiască, laureat al Premiului Oscar (1995), (n. 1916)
- 6 februarie: Nello Santi, 89 ani, dirijor italian (n. 1931)
- 7 februarie: Ivan Zabunov, 72 ani, politician din R. Moldova, de etnie bulgară, deputat în Parlamentul Republicii Moldova și conferențiar (n. 1948)
- 7 februarie: Orson Bean (n. Dallas Frederick Burrows), 81 ani, actor american (n. 1928)
- 7 februarie: Li Wenliang, 33 ani, medic oftalmolog chinez (n. 1986)
- 8 februarie: Robert Conrad (n. Conrad Robert Falk), 84 ani, actor de film și televiziune, cascador, cântăreț și scenarist american (n. 1935)
- 13 februarie: Marin Dragnea, 96 ani, general de armată român (n. 1923)
- 13 februarie: Varlaam Novakshonoff, 84 ani, teolog american (n. 1935)
- 14 februarie: Decebal Traian Remeș, 70 ani, politician român (n. 1949)
- 15 februarie: Vatroslav Mimica, 96 ani, scenarist și regizor croat de film (n. 1923)
- 17 februarie: Sonja Ziemann, 94 ani, actriță germană de film și televiziune (n. 1926)
- 18 februarie: José F. Bonaparte, 91 ani, paleontolog argentinian (n. 1928)
- 18 februarie: Flavio Bucci, 72 ani, actor italian de teatru și film (n. 1947)
- 19 februarie: K. S. Maniam (n. Subramaniam Krishnan), 78 ani, scriitor indiano-malaysian (n. 1942)
- 19 februarie: Pop Smoke, rapper, cantaret, si textier american (n. 1999)
- 24 februarie: Clive Cussler, 88 ani, scriitor american de thriller (n. 1931)
- 24 februarie: John Franzese, 103, mafiot italo-american (n. 1917)
- 24 februarie: Katherine Johnson, 101 ani, matematician american (n. 1918)
- 25 februarie: Dmitri Iazov, 95 ani, mareșal al Uniunii Sovietice (n. 1924)
- 25 februarie: Hosni Mubarak (Muhammad Hosni Sayyd Mubarak), 91 ani, politician egiptean, președinte (1981–2011), (n. 1928)
- 25 februarie: Livia Rusz, 89 ani, ilustratoare de cărți pentru copii, de origine maghiară (n. 1930)
- 26 februarie: George Anca, 75 ani, scriitor român (n. 1944)
- 27 februarie: Alki Zei, 94 ani, romancieră greacă și scriitoare de literatură pentru copii (n. 1925)
- 28 februarie: Freeman J. Dyson, 96 ani, fizician teoretician și matematician american de etnie britanică (n. 1923)